# Luigi Bodenza
Luigi Bodenza (Enna, 26 settembre 1944 – Gravina di Catania, 25 marzo 1994) è stato un poliziotto italiano, vittima della mafia e Medaglia d'oro al Valore Civile.

## Biografia
Agente di polizia penitenziaria, venne ucciso in un attentato mafioso a Gravina di Catania nella notte del 25 marzo 1994.
Nativo di Enna, subito dopo il servizio militare, entra a far parte del corpo di polizia penitenziaria, impiegato presso l'Isola di Capraia a compiere il proprio servizio.
Richiede ed ottiene il trasferimento a Catania, ed inizia a lavorare presso la casa circondariale di piazza Lanza.

### La morte
La notte dell'attentato in cui perse la vita, mentre rientrava a casa dopo una giornata di lavoro al penitenziario catanese, a pochi chilometri da casa,la sua golf I fu affiancata da un'autovettura con all'interno due sicari e trucidato da colpi d'arma da fuoco.
Il mandante dell'omicidio fu il boss Giuseppe Maria Di Giacomo, reggente del clan catanese dei Laudani, incarcerato dal settembre del 1993 presso il carcere di Firenze.
Il movente dell'omicidio fu quello di lanciare un messaggio a tutto il corpo di polizia penitenziaria.
In un'intervista il direttore del carcere di Piazza Lanza confermò l'ipotesi dell'agguato al fine di fungere da avvertimento.

## Intitolazioni
Gli sono stati intitolati la casa circondariale di Enna, la caserma della polizia penitenziaria di Caltagirone, il campo da calcio del carcere di Siracusa, e a San Pietro Clarenza, dove si trova la scuola per aspiranti al corpo polizia penitenziaria, gli è stata intitolata la via.